# 快速 うれしート
快速 うれしート（かいそく うれしート）は、西日本旅客鉄道（JR西日本）が運行する一部の快速列車に設定されている普通車座席指定席の愛称である。

## 概要
JR西日本では、2019年（平成31年）3月16日の新快速への「Aシート」導入・通勤特急「らくラクはりま」の新設を皮切りに、近畿エリアでの着席保証サービスを強化しており、「快速 うれしート」は既存の快速列車・普通列車の座席を使用した新たなサービスとして導入された。近畿エリアのほか、のちに広島シティネットワークエリアにも拡大されている。
指定席は山陰本線（嵯峨野線）の園部方面行きを除き、各列車の最後尾車両の進行方向後ろ寄りの区画としている。指定席区画では乗務員室寄りの乗降扉を「専用乗車口」としているほか、立席利用を禁止としている。なお、一般区画（自由席）とは暖簾で区切られる。
2023年（令和5年）11月15日に商標が出願され、2024年（令和6年）6月26日に商標登録された（第6818294号）。2024年度グッドデザイン賞（鉄道・船舶・航空機部門）を受賞している。

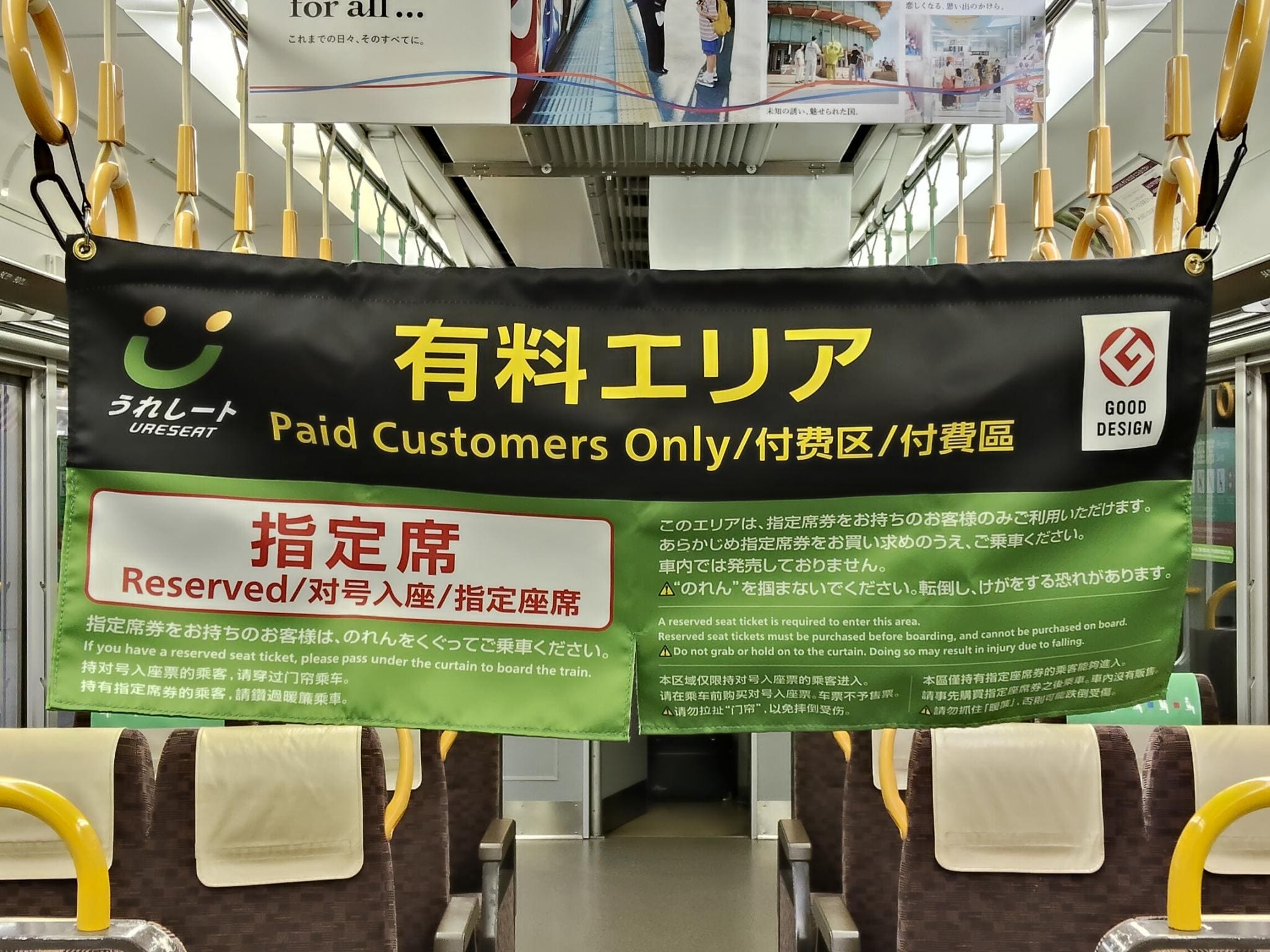
車内の暖簾 （2024年10月 221系車内）
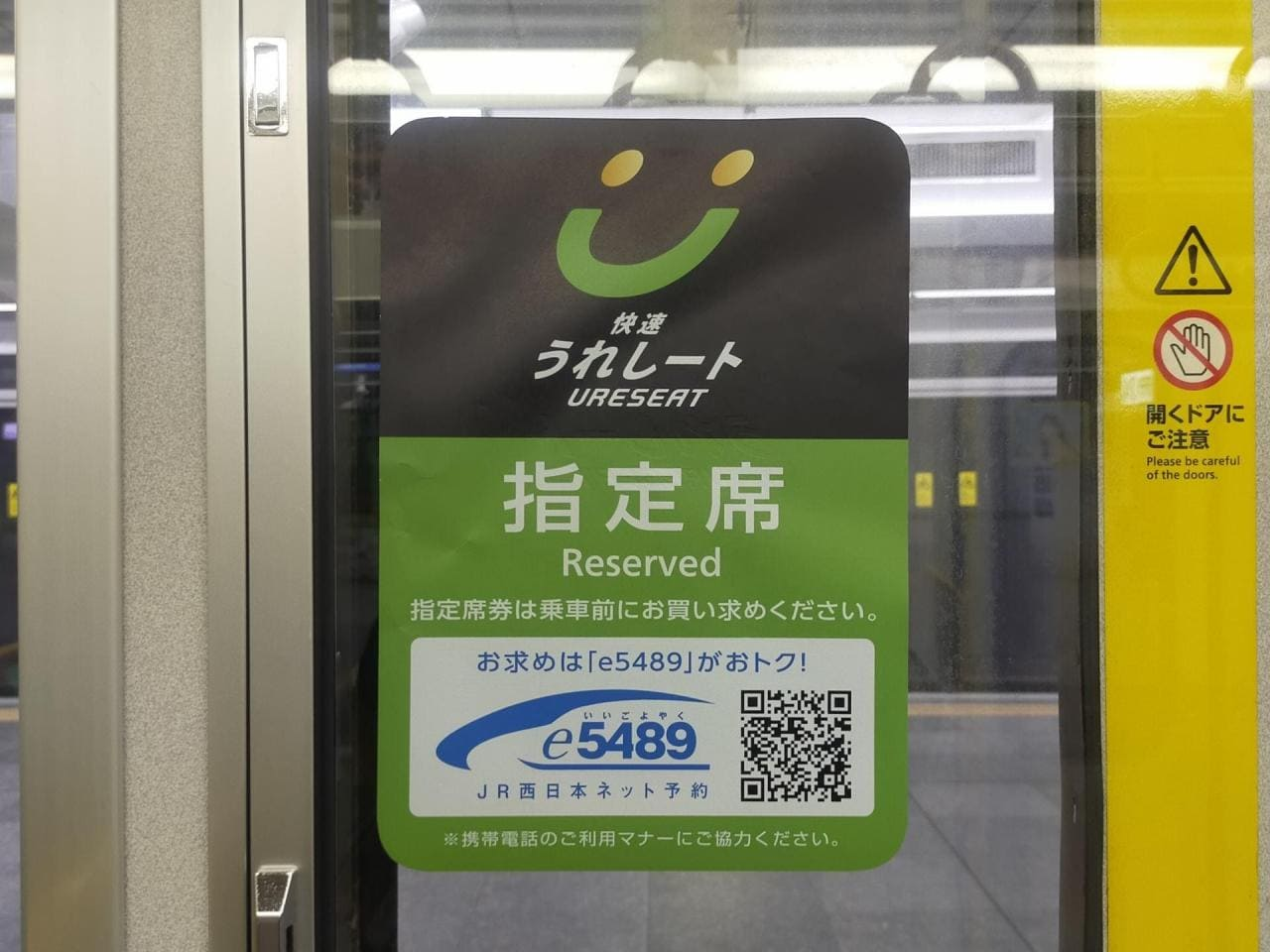
車内掲出ステッカー （2024年10月 221系車内）
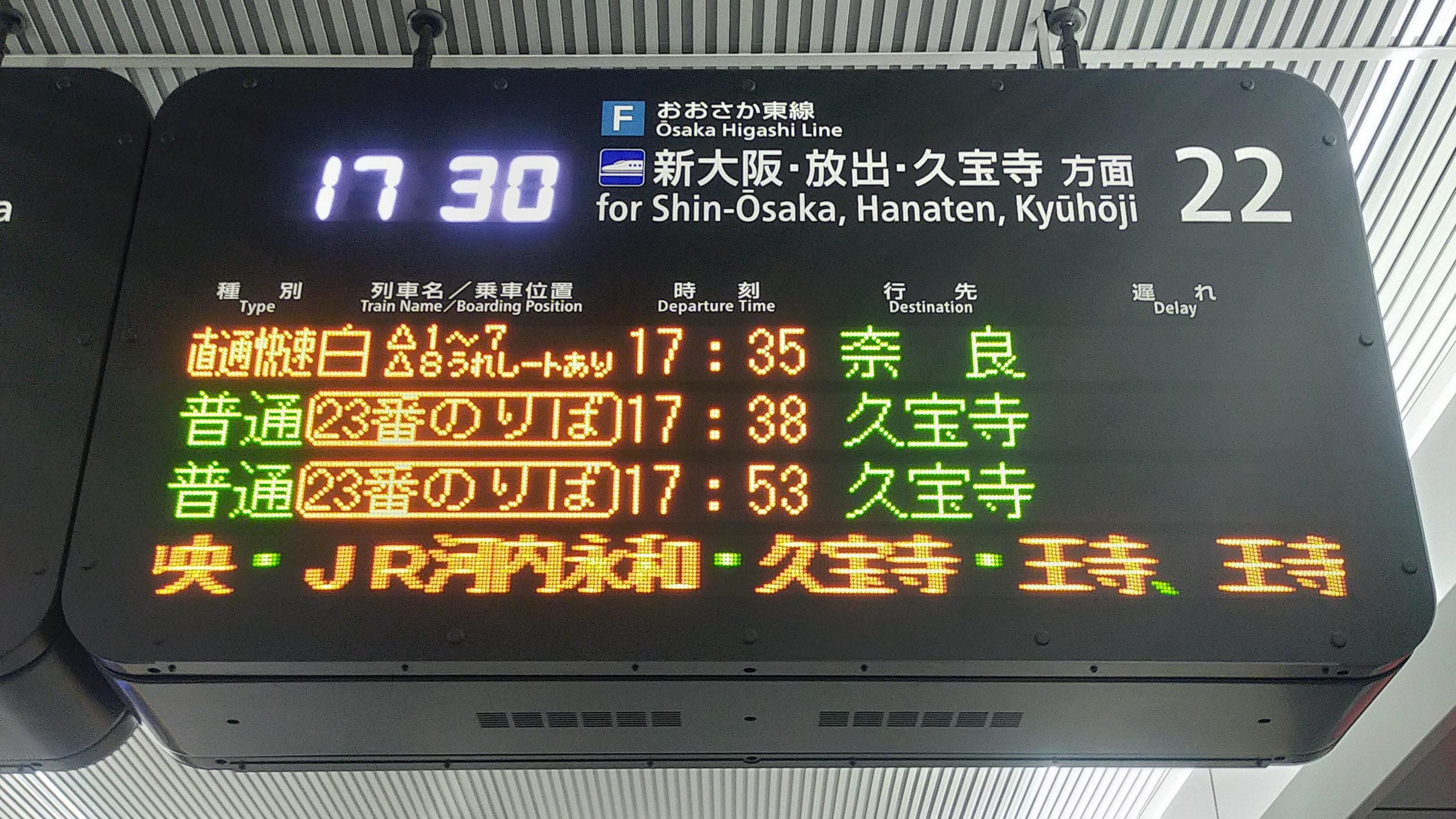
発車標の「うれしートあり」表示 （2024年10月 大阪駅）
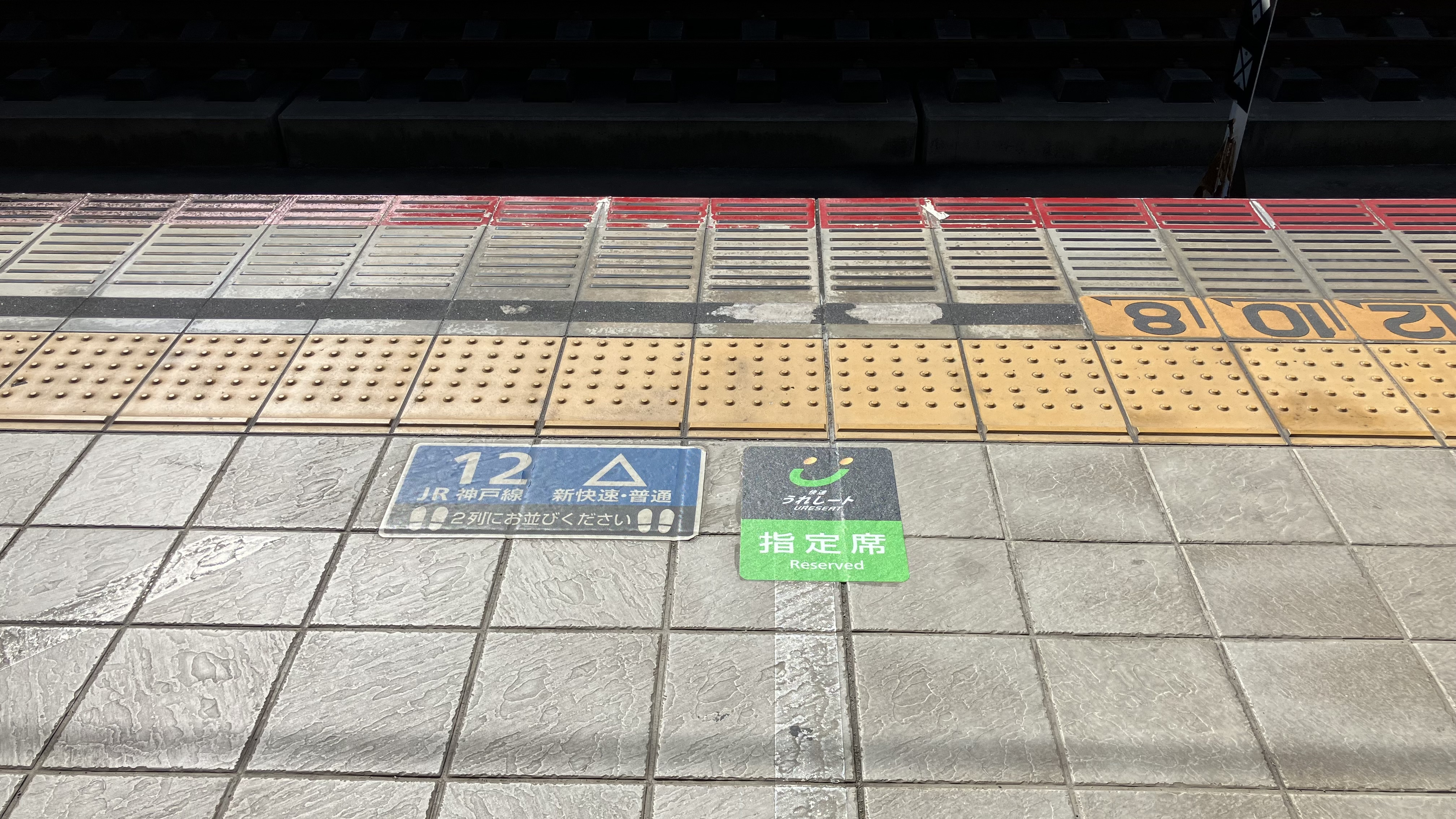
乗車位置表示 （2024年10月 姫路駅）

## 設定路線・列車
2025年（令和7年）3月15日時点

### 関西本線（大和路線）・おおさか東線
大和路快速
- 土休日朝時間帯の加茂発大阪方面行き3本に設定されている[7]。
  - 2024年（令和6年）3月16日より、上記の列車を対象に設定された[14]。
- 座席指定は途中の天王寺駅まで、大阪環状線内（天王寺駅から先）は全車自由席となる[7][14]。
- 設定列車には「Q大和路快速[注 4]」の列車名がつく[7][14]。
- 全列車8両編成で運転される[15]。

快速
- 平日夕方時間帯のJR難波発奈良行き5本に設定されている[7]。
  - 2024年（令和6年）10月7日より、上記の列車を対象に設定された[16]。
- 設定列車には「Q快速[注 5]」の列車名がつく[7][16]。
- 202・204・208号は6両編成、206・210号は8両編成で運転される[15]。

区間快速
- 平日朝時間帯の加茂発大阪方面行き2本・奈良発大阪方面行き1本に設定されている[7]。
  - 2023年（令和6年）10月23日より、平日朝時間帯の加茂発大阪方面行き2本に設定された[5]。
  - 2024年（令和6年）3月18日より、平日朝時間帯の奈良発大阪方面行き1本にも追加で設定された[14]。
- 座席指定は途中の天王寺駅まで、大阪環状線内（天王寺駅から先）は全車自由席となる[7][5]。
- 設定列車には「Q区間快速[注 4]」の列車名がつく[7][5][14]。
- 全列車8両編成で運転される[15]。

直通快速
- 全列車に設定されている[7]。
  - 2023年（令和6年）10月23日より、平日朝時間帯の奈良発大阪行き2本に設定された[5]。
  - 2024年（令和6年）3月16日より、平日朝時間帯の奈良発大阪行き2本・土休日の奈良発大阪行き全列車にも追加で設定された[14]。
  - 2024年（令和6年）10月5日より上記以外の列車にも設定され、終日全列車が対象となった[16]。
- 設定列車には「F直通快速[注 6]」の列車名がつく[7][5][14][16]。
- 全列車8両編成で運転される[15]。

### 奈良線
みやこ路快速
- 全列車に設定されている[7]。
  - 2025年（令和7年）3月15日より、上記の列車を対象に設定された[17][18]。
- 設定列車には「Dみやこ路快速[注 7]」の列車名がつく[19]。
- 全列車6両編成で運転される[15]。

快速
- 全列車に設定されている[7]。
  - 2024年（令和6年）10月7日より、平日朝時間帯の奈良発京都行き1本に設定された[16]。
  - 2025年（令和7年）3月15日より、上記以外の列車にも設定され、終日全列車が対象となった[17][18]。
- 設定列車には「D快速[注 8]」の列車名がつく[19]。
- 全列車6両編成で運転される[15]。

区間快速
- 全列車に設定されている[7]。
  - 2024年（令和6年）10月7日より、平日朝時間帯の奈良発京都行き2本に設定された[16]。
  - 2025年（令和7年）3月15日より、上記以外の列車にも設定され、終日全列車が対象となった[17][18]。
- 設定列車には「D区間快速[注 9]」の列車名がつく[19]。
- 2・3・8号は4両編成、それ以外の列車は列車は6両編成で運転される[15]。

### 東海道本線・山陽本線（琵琶湖線・JR京都線・JR神戸線）
快速
- 平日朝時間帯の播州赤穂・網干・姫路発大阪・野洲・米原行き計7本と、平日夕方・夜時間帯の野洲発姫路・網干行き計4本に設定されている[7]。
  - 2024年（令和6年）10月7日より、平日朝時間帯の網干・姫路発大阪行き計4本に設定された[16]。
  - 2025年（令和7年）3月17日より、平日朝時間帯の播州赤穂・網干・姫路発野洲・米原行き計3本、野洲発姫路・網干行き計4本と、平日夕方・夜時間帯の野洲発網干・姫路行き計4本に追加で設定された（併せて網干発大阪行き1本が姫路始発に短縮された）[17][18]。
- 上り列車の座席指定は網干駅から大阪駅まで、大阪駅から先は全車自由席となる[7][18][20]。
- 設定列車には、「A快速[注 10]」の列車名がつく[7][16][18]。
- 5・7・203・205・207号は8両編成、214号は10両（6両+4両）編成、それ以外の列車は12両（8両+4両）編成で運転される。ただし202号は姫路駅まで8両編成で運行する[21]。

### 福知山線（JR宝塚線）
丹波路快速
- 平日朝時間帯の篠山口発大阪行き1本と、平日夕方・夜時間帯の大阪発篠山口・福知山行き計5本に設定されている[7][22]。
  - 2025年（令和7年）3月17日より、上記の列車を対象に設定された[17][18]。
- 福知山行きの座席指定は途中の篠山口駅まで、篠山口駅から先は全車自由席となる[22]。
- 設定列車には「G丹波路快速[注 11]」の列車名がつく[7][18]。
- 52号・53号は6両編成、それ以外の列車は8両編成で運転される[21]。

快速
- 平日朝時間帯の新三田発大阪行き1本に設定されている[7]。
  - 2025年（令和7年）3月17日より、上記の列車を対象に設定された[17][18]
- 設定列車には「G快速[注 12]」の列車名がつく[7][18]。
- 8両編成で運転される[21]。

### 山陰本線（嵯峨野線）
快速
- 平日朝時間帯の園部発京都行き2本と、平日夕方・夜時間帯の京都発園部行き2本に設定されている[7]。
  - 2025年（令和7年）3月17日より、上記の列車を対象に設定された[17][18]。
- 設定列車には「E快速[注 13]」の列車名がつく[7][18]。
- 嵯峨野線のみ、上り・下りを問わず園部方先頭車両（1号車）の運転席直後が指定席区画となる。このため、園部行きのみほかの列車と異なり、進行方向前寄りの最前部が指定席区画として運用される[7][23][18]。また、運用の都合上4列シートの車両[注 14]で運行する場合、C列の座席は発売されない[7]。
- 1号は6両編成、それ以外の列車は8両編成で運転される[21]。

### 山陽本線（広島地区）
快速「通勤ライナー」
- 平日朝時間帯の岩国発広島行き1本に設定されている[7]。
  - 2024年（令和6年）10月7日より、上記の列車を対象に設定された[24]。
- 座席指定は途中の五日市駅まで、五日市駅から先は全車自由席となる[7][24]。
- 設定列車には「R通勤ライナー[注 15]」の列車名がつく[7][24]。
- 4両編成で運転される[25]。

快速「シティライナー」
- 土休日の岩国発広島行き全列車に設定されている[7]。
  - 2024年（令和6年）10月5日より、土休日夕方時間帯の岩国発広島行き2本に設定された[24]。
  - 2025年（令和7年）3月15日より、土休日朝時間帯の岩国発広島行き3本にも追加で設定された[17][26]。
- 設定列車には「Rシティライナー[注 16]」の列車名がつく[7][24]。
- 全列車6両編成で運転される[25]。

## 料金
「快速 うれしート」の利用には、乗車券（定期乗車券・ICカード乗車券を含む）の他に全区間一律で530円（通常期の料金、閑散期は330円）の座席指定券を追加購入することで利用できる。みどりの券売機で発売されるが、車内で指定券は発売されない。また、e5489では「【e5489専用】［快速 うれしート］チケットレス指定席券」を300円で発売している。ただし、「【e5489専用】［快速 うれしート］チケットレス指定席券」は青春18きっぷとの併用はできない。

## 沿革
- 2023年（令和5年）10月23日：関西本線（大和路線）の区間快速、おおさか東線経由の直通快速に設定が開始される[5]。
- 2024年（令和6年）
  - 3月16日：新たに関西本線（大和路線）の大和路快速にも設定[14]。関西本線（大和路線）の区間快速、おおさか東線経由の直通快速で設定列車を拡大[14]。
  - 10月5日：新たに関西本線（大和路線）の快速、奈良線の快速と区間快速、東海道本線・山陽本線（JR神戸線）の快速、山陽本線（広島地区）の快速「通勤ライナー」と「シティライナー」にも設定[16][24]。おおさか東線経由の直通快速で設定列車を拡大[16]。
  - 10月16日：グッドデザイン賞受賞[11][12][13]。
- 2025年（令和7年）3月15日：新たに奈良線のみやこ路快速、福知山線（JR宝塚線）の丹波路快速と快速、東海道本線（琵琶湖線・JR京都線）の快速、山陰本線（嵯峨野線）の快速にも設定[23][17][18]。奈良線、東海道本線・山陽本線（JR神戸線）、山陽本線（広島地区）で設定列車を拡大[23][17][18][26]。